# Velike Pčelice
Velike Pčelice (em cirílico: Велике Пчелице) é uma vila da Sérvia localizada no município de Pivara, pertencente ao distrito de Šumadija, na região de Šumadija. A sua população era de 492 habitantes segundo o censo de 2011.

## Demografia
| 1948 | 1953 | 1961 | 1971 | 1981 | 1991 | 2002 | 2011 |
| ---- | ---- | ---- | ---- | ---- | ---- | ---- | ---- |
| 2145 | 2104 | 1890 | 1579 | 1302 | 859  | 673  | 492  |